# Mário Mesquita
Mário António da Mota Mesquita (Ponta Delgada, 5 de janeiro de 1950 – Lisboa, 27 de maio de 2022) foi um jornalista português.

## Vida
Esteve ligado à Oposição Democrática desde a sua juventude, apoiando a CDE de Ponta Delgada em 1969 e 1973. Radicou-se em Lisboa, onde se dedicou ao jornalismo, colaborando no jornal oposicionista "República". Foi militante fundador do PS, em 1973, deputado à Assembleia Constituinte (1975-1976) e à Assembleia da República (1976-1978), partido do qual depois se afastou. Foi diretor-adjunto, de 1976 a 1978, e diretor do "Diário de Notícias", de Lisboa, de 1978 a 1986.
Em 2014 foi um dos fundadores do PS que apoiou António Costa para a liderança do PS contra António José Seguro.
Foi professor de jornalismo na ESCS (Escola Superior de Comunicação Social) e na Universidade Lusófona. 
Foi administrador da Fundação Luso Americana.
Desde 14 de dezembro de 2017, assumia o cargo de vice-presidente do Conselho Regulador da Entidade Reguladora para a Comunicação Social (ERC).
A 13 de julho de 1981, foi agraciado com o grau de Comendador da Ordem do Infante D. Henrique.
Morreu no dia 27 de maio de 2022, com 72 anos.